# Djalminha
Djalma Feitosa Dias známý jako Djalminha (* 9. prosince 1970 Santos) je bývalý brazilský fotbalista a reprezentant.

## Reprezentace
Djalminha odehrál 14 reprezentačních utkání. S brazilskou reprezentací se zúčastnil jihoamerického turnaje Copa América 1997.

## Statistiky
| Brazílie | Brazílie | Brazílie |
| Roky     | Záp.     | Góly     |
| -------- | -------- | -------- |
| 1996     | 3        | 1        |
| 1997     | 7        | 3        |
| 1998     | 0        | 0        |
| 1999     | 0        | 0        |
| 2000     | 2        | 0        |
| 2001     | 0        | 0        |
| 2002     | 2        | 1        |
| Celkem   | 14       | 5        |